# Hartvig Rambusch
 Der er flere personer med dette navn, se Hartvig H. Rambusch.
Hartvig Heinrich Andreas Rambusch (15. april 1844 i Korsør – 6. september 1932) var en dansk maskinbestyrer og forfatter. Søn af exam.jur. Carl Anthon Georg Rambusch, der blev første stationsforvalter på Duvenstedt Station på den Sydslesvigske Jernbane ved dennes åbning i 1854 og bror til Edvard Rambusch og far til Henry Rambusch.
Rambusch fik derved jernbanen tæt ind på livet, og han kom i lære på jernbanens værksted i Flensborg, da han var færdig med sin skolegang, 16 år gammel. Kort efter flyttedes han til jernbaneanlæggene i Nørrejylland (Århus-Randers m.fl.).
Under krigen i 1864 kørte han et stykke tid som lokomotivfører, men da han følte, at der var en del at lære om den daglige tjeneste, kørte han i nogle år som lokomotivfyrbøder og ekstra lokomotivfører. Han uddannede sig videre i Tyskland og blev den 1. januar 1869 ansat ved De jydsk-fyenske Jernbaner som maskinarbejder og blev – da værkstedsforstanderen Osterwaldt i Århus blev forfremmet til maskinmester i Frederikshavn – værkfører i Århus den 1. juli 1871. 3 år senere afløste han Osterwaldt som maskinmester og leder i Vendsyssel.
Den 1. august 1882 kaldtes Rambusch til Århus som kontorchef hos overmaskinmesteren for De jysk-fynske Statsbaner, Otto Busse. Da de to statsbaners maskinforvaltninger blev lagt sammen i 1892, kom Rambusch til København som maskininspektør for Sjælland. Området hed 4. Maskinsektion, og efter organisationsloven af 1903 blev betegnelsen 1. Maskinkreds. I 1908 blev kredsen delt, og Rambusch blev chef for 5. Maskinkreds, der omfattede alle strækninger vest og syd for København samt Nordsjælland.
Efter sin afsked fra statsbanerne i 1915 fortsatte han som maskinteknisk tilsynsførende ved de sjællandske og lolland-falsterske privatbaner.
I 1916 udkom hans En gammel jernbanemands erindringer 1854-1882, der er en af meget få beskrivelser af de danske jernbaners første år. Han var Ridder af Dannebrog.